# Nicol David
Pour les articles homonymes, voir David.
Nicol David, née le 26 août 1983 dans l'état de Penang, est une joueuse malaisienne de squash. À partir d'août 2006, Nicol David est numéro un mondial pendant 108 mois consécutifs, un record, cédant finalement le classement en septembre 2015 à Raneem El Weleily. Elle remporte 8 fois les championnats du monde, un record, en 2005, 2006, 2008, 2009, 2010, 2011, 2012 et 2014, ainsi que le British Open en 2005, 2006, 2008, 2012 et 2014. En juillet 2016, elle atteint son 151e mois consécutif dans le top 10, battant le record dans les catégories hommes et femmes.
Elle est considérée par beaucoup comme la plus grande joueuse féminine de squash de tous les temps. Les autres réalisations notables de David incluent le championnat d'Asie de squash, qu'elle a remporté neuf fois (en 1998, 2000, 2002, 2004, 2006, 2008, 2010, 2011 et 2015 ). Elle a également obtenu une série de 13 mois et 51 victoires consécutives, de mars 2006 à avril 2007, date à laquelle elle perd contre Natalie Grinham en finale de l'Open de Séoul. Nicol David a également obtenu le WSA Player of the Year à sept reprises, 2005-2010 et 2012. Dans un sondage mené en 2018 par la Professional Squash Association (PSA), elle est élue par les fans comme la meilleure joueuse de squash de tous les temps.
En février 2019, elle annonce sa retraite sportive à la fin de la saison 2018-2019.

## Biographie

### Enfance
Né à Penang, Nicol David est la fille d'Ann Marie David, une enseignante chinoise malaisienne d'origine Hokkien - Hakka et Desmond David, un ingénieur malaisien d'origine indienne tamoule, qui est également un ancien athlète d'état et footballeur. Elle a deux sœurs, Lianne et Cheryl, qui sont toutes les deux des joueuses de squash accomplies au niveau national. Étant jeune, les mathématiques étaient la meilleure matière de Nicol à l'école; elle rêvait de devenir un jour ingénieur. Elle fait ses études primaires à Sekolah Kebangsaan Convent Green Lane (école primaire Convent Green Lane). 

### Avant 2000: années junior
Nicol David commence à pratiquer le squash à l'âge de  cinq ans et suit un entraînement à l'âge de huit ans.  Alors qu'elle s'entraîne au Bukit Dumbar Squash Center, Nicol David est un talent repéré par Ee Phoeh Hoon, qui l’amène à représenter son état natal de Penang, avec ses sœurs.  La carrière de squash de David commence en 1992 lorsqu'elle remporte l'argent dans la catégorie Moins de 14 ans du championnat junior de l’État de Penang.  Sa première victoire au niveau national est aussi en 1992 au Milo - Dunlop Sport National Junior Interstate Championship, où elle  remporte l'argent dans la catégorie Moins de 16 ans.  En 1994, David est choisie pour rejoindre l'équipe de squash de l'État de Penang pour le Tournoi des Jeux de Malaisie (SUKMA) où elle aide Penang à remporter une médaille d'or dans l'épreuve par équipes, malgré sa maladie à l'époque.  La même année, elle remporte ses deux premiers titres internationaux – le Hong Kong U-13 et le Scottish Junior Open Under-12. 
La plus grande victoire de Nicol David, est les championnats du monde junior féminin de 1999, disputés à Anvers. Il n'a fallu qu'une demi-heure à l'écolière malaisienne alors âgée de 15 ans pour obtenir le titre de championne du monde junior en battant sa compatriote Lynn Leong 9-5, 9-3 et 9-2 en finale de l'épreuve individuelle féminine pour devenir la plus jeune vainqueur du titre.  Dans sa course au titre, elle a battu trois joueuses classées dans le top 20 mondial.  Elle défend avec succès le titre à Penang en 2001, devenant l'une des deux seules joueuses de l'histoire du squash à l'avoir remporté deux fois;  son entraîneur était Richard Glanfield. Nicol David avait atteint les quarts de finale des précédents championnats du monde juniors en août 1997 au Brésil, à l'âge de treize ans et a depuis remporté les titres asiatiques junior et senior, ainsi que la médaille d'or aux championnats asiatiques
En 1999, Nicol David commence à gagner des tournois juniors majeurs, dont le British Junior Open (championne des moins de 17 ans), l'Open junior d'Allemagne (moins de 19 ans), les SEA Games (championne en senior et par équipes), et le championnat junior d'Asie en individuel et par équipes. 

### 2000-2004: Début de carrière professionnelle
Nicol David rejoint le WISPA et devient professionnelle en 2000 lorsqu'elle remporte son premier titre WISPA, après seulement un mois de tournée.  La victoire vient en février, quand elle bat Salma Shabana dans la finale de l' Open finlandais de Savcor avec un score de 9-1, 9-0 et 9-5.  En un mois, l'Hôtel Equatorial annonce son parrainage mondial de deux ans.  Nicol David gagne aussi un parrainage sur la tournée WISPA par la firme Dunlop. 
En 2001, Nicol David, qui a joué sous le parrainage de Dunlop Sport pendant la majeure partie de sa carrière junior et de sa carrière WISPA, signe un contrat de deux ans pour jouer avec les raquettes Head avec le conglomérat local Mulpha Sports.  En juillet, elle remporte le titre mondial junior pour la deuxième fois, en battant Omneya Abdel Kawy en seulement 17 minutes avec un score de 9-2, 9-4 et 9-2 en finale.  Elle reste la seule joueuse de squash à avoir atteint cet objectif jusqu'en 2007, lorsque Raneem El Weleily remporte son deuxième championnat du monde junior.  David a également remporté l'épreuve individuelle des championnats asiatiques de squash junior en battant sa compatriote Tricia Chuah en finale avec un score de 9-5, 9-6 et 9-0 ; et a aidé l'équipe malaisienne à remporter le titre par équipes. 
En 2002, Nicol David, avec son partenaire en double mixte Ong Beng Hee, remporte une médaille d'argent aux Jeux du Commonwealth pour la Malaisie après avoir perdu contre Glen Wilson et Leilani Rorani en finale.  Plus tôt dans l'année, David a battu Ellen Petersen du Danemark avec un score de 9-2, 9-7, 8-10, 9-4 pour remporter le deuxième titre de Kuala Lumpur Open de sa carrière.  Nicol David ne réussit pas à conserver sa médaille d'or aux Jeux asiatiques en 2002, lorsqu'elle perd 9-7, 9-5 et 9-7 contre Rebecca Chiu de Hong Kong lors de la finale à Busan, en Corée du Sud. 
Nicol David est finaliste, perdant à deux reprises en 2003, perdant contre la plus expérimentée Cassie Jackman, puis contre Linda Charman lors du Monte Carlo Squash Classic en novembre.  Elle atteint la demi-finale du championnat du monde à Hong Kong, perdant contre Cassie Jackman avec un score de 9-6, 9-3, 9-4 en finale.  Elle n'a pas bien réussi dans les autres événements majeurs de la WISPA; elle est éliminée au premier tour du Carol Weymuller US Open,  au British Open  et au Texas Open.  Dans le Qatar Classic, Nicol David perd au deuxième tour contre Natalie Grinham avec un score de 9-2, 7-9, 9-0 et 9-4.
En 2004, Nicol David ne remporte à nouveau aucun titre. Elle atteint néanmoins la finale de l' Open de Kuala Lumpur  que de l' Open de Malaisie.  Elle commence à progresser au tout dernier mois de l'année en atteignant la finale du championnat WISPA WorldStars de Shanghai  et les demi-finales du championnat du monde, pour grimper de deux places et atteindre la place de 4e au classement WISPA de janvier 2005.

### 2005-2006: Championne du monde et ascension au sommet

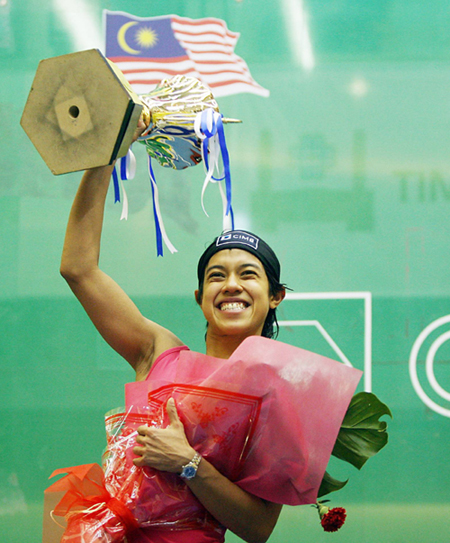
Nicol David avec le trophée de l'Open de Malaisie en 2007

Battue seulement deux fois en 2005, la joueuse de 21 ans rentre dans son pays d'origine en juillet après avoir remporté la médaille d'or aux Jeux mondiaux en Allemagne.  elle devient alors la première joueuse locale à gagner le titre de l'Open de Malaisie féminin dans l'histoire de 31 ans de l'événement.  En octobre, Nicol David prouve que son succès aux Jeux Mondiaux et à l' Open de Malaisie n'était pas par hasard en devenant la première Malaisienne à remporter un titre du British Open, la première Asiatique à remporter la couronne féminine, lorsqu'elle bat l'Australienne Natalie Grinham lors de la finale féminine en 55 minutes. Moins de deux mois après le British Open et la victoire des Jeux mondiaux, Nicol David remporte les championnats du monde à Hong Kong pour la première fois et la place de numéro un mondiale pour la première fois en janvier 2006. Plus tard dans l'année, elle est élue par ses collègues membres. de l' Association des joueurs internationaux squash féminin comme joueur WISPA de l'année 2005.  Elle devient numéro 1 au classement mondial en janvier 2006 à l'âge de 23 ans pour devenir la première Malaisienne et la première femme asiatique à être classée  numéro 1 mondiale dans le sport.  Elle est également la douzième titulaire du poste depuis que les classements ont été publiés pour la première fois en avril 1983.  Nicol David a commencé l'année au plus bas, perdant deux fois contre Vanessa Atkinson en février, dans l'Open Apawamis  et dans l'Open de Kuala Lumpur, aussi bien dans la finale. Les deux défaites consécutives contre Atkinson ont vu son classement mondial de David tomber au numéro 2.  David a commencé à montrer des progrès plus tard dans l'année et se remet du revers pour remporter six titres consécutifs et récupère la place de numéro 1 mondial.  Elle défend avec succès son titre de championne du monde le 25 novembre 2006, à l' Ulster Hall à Belfast en battant Natalie Grinham dans la finale qui aura été « l'une des grandes finales du championnat du monde féminin ». Elle devient ainsi la première athlète malaisienne à remporter un titre de champion du monde pour la deuxième fois consécutive et la quatrième personne de l'histoire à conserver le titre de championne du monde de squash.  Nicol David remporte aussi le Qatar Airways Challenge, le British Open, le Hong Kong Open, le Penang Open  et le CIMB Malaysian Open. Nicol David domine le classement WISPA de décembre avec une moyenne de points presque deux fois supérieure à celle de sa rivale la plus proche, Rachael Grinham,  et le même mois, lors de la deuxième cérémonie annuelle des WISPA Awards, elle est élue meilleure joueuse de l'année pour la deuxième fois. 

### 2007-2008: Série de victoires et domination

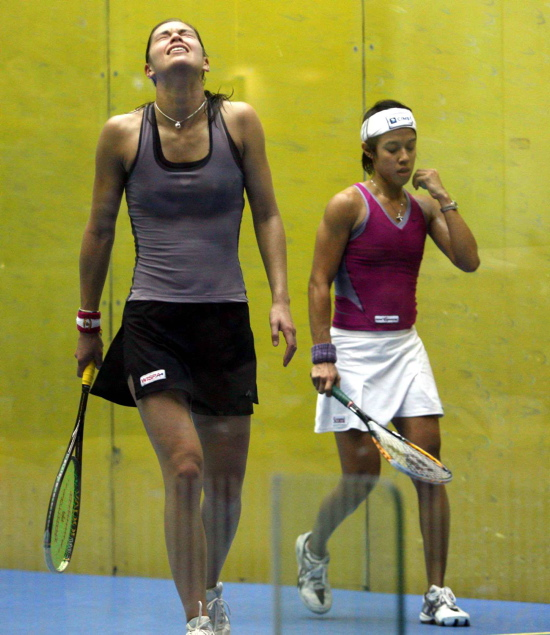
La réaction de Shelley Kitchen après la perte de la balle de match face à Nicol David lors de l'Open de Malaisie 2007.

Nicol David remporte six autres titres dans les premiers mois de 2007, puis perd la finale du British Open contre l'Australienne Rachael Grinham dans une finale en cinq jeux d'une durée de 87 minutes.  Un mois plus tard, elle ne réussit pas à conserver son titre de  championne du monde lorsqu'elle trébuche au deuxième tour, perdant contre Shelley Kitchen sur le score de 0-9, 1-9, 9-2, 9-3 et 6- 9 en 69 minutes.  C'était la première fois depuis avril 2004 qu'elle ne se qualifiait pas pour les quarts de finale d'un tournoi, perdant face à la même personne qui l'avait privé de  la médaille de bronze des Jeux du Commonwealth à Melbourne 9 mois auparavant.  En décembre, Nicole David est élue sportive asiatique de l'année, devant plus de 100 candidats représentant 25 organismes sportifs. 
En 2008, David remporte dix titres de tournée et reste invaincue.  David a terminé son année la plus réussie à ce jour, en conservant son Cathay Pacific Hong Kong Open titre  pour la troisième année consécutive en novembre pour apporter son 2008 le titre WISPA World Tour total à dix, étendant son record d' invincibilité Tour depuis octobre 2007 à 53 matchs.  David a célébré sa deuxième année civile complète en tant que numéro un mondial dans les classements mondiaux féminins de courge de décembre, portant ainsi son règne au sommet de la courge féminine à 30 mois consécutifs.  Les succès du titre WISPA de David en 2008 ont commencé avec l'Apawamis Open à New York en février et a continué avec le KL Open sur le sol national en Malaisie, le titre British Open en Angleterre, Seoul Open en Corée du Sud, Malaysian Open, le Singapore Masters, Dutch Open, World Open en Angleterre, Qatar Classic et Hong Kong Open. En dehors de la tournée, elle obtient sa sixième couronne de championnat d'Asie biennale consécutive en février, après avoir remporté la première en juillet 1998 alors qu'elle n'avait que 14 ans puis elle mène la Malaisie à la médaille de bronze au Championnat du monde féminin par équipes au Caire.

### 2009-2014: la quête des records

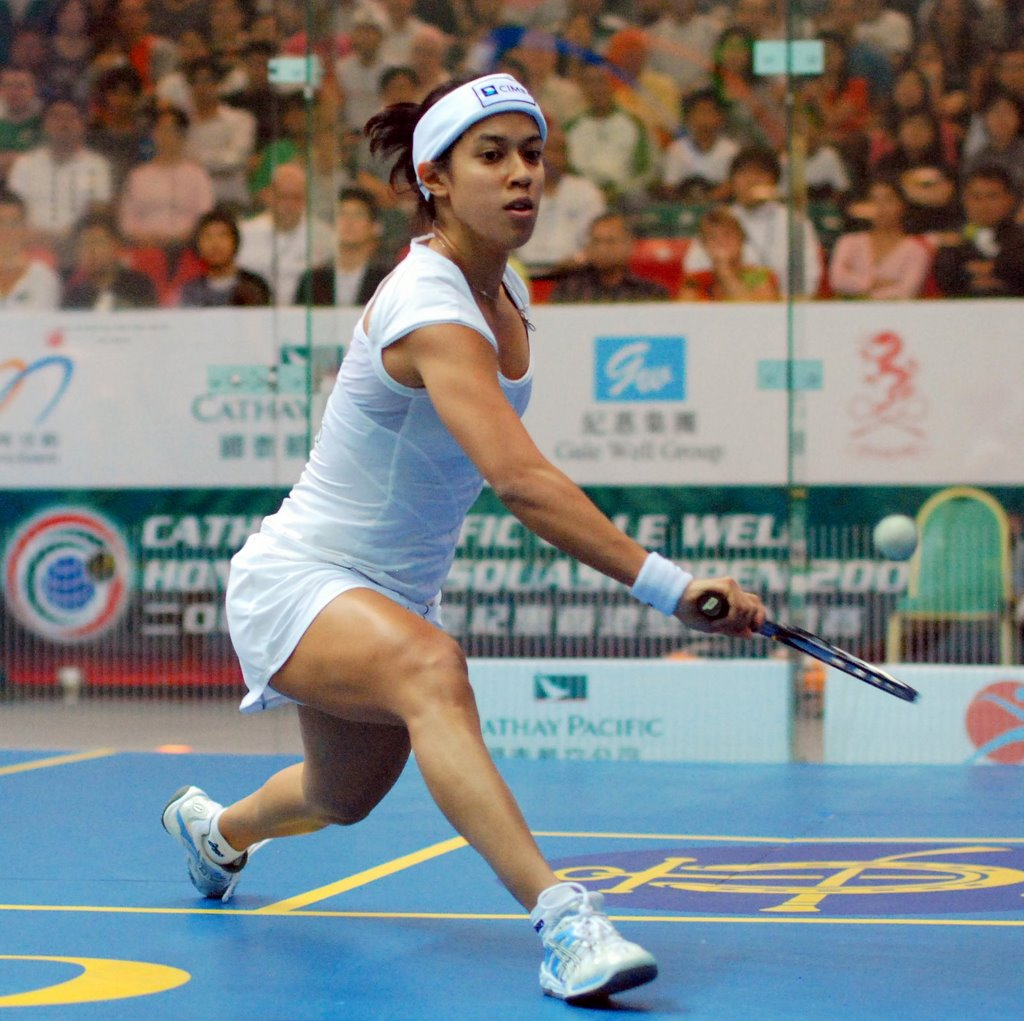
Nicol David en action lors de l'Open de Hong Kong 2009.

Dans son 30e mois consécutif en tant que numéro un mondial au classement WISPA, Nicol David mène le top quatre immuable, Natalie Grinham (Pays-Bas) en #2; sa sœur Rachael Grinham (Australie) en #3; et Natalie Grainger (États-Unis) en #4. Lors de son premier match de l'année, l'Open de Kuala Lumpur, le record d'invincibilité de Nicol de 17 mois et 56 matches est finalement  battu lorsqu'elle perd contre Natalie Grainger en finale. Après la défaite, elle rebondi pour remporter le premier Open des îles Caïmans, où elle rattrape sa défaite contre Grainger avec une victoire de 11-8, 11-6, 11-5 en finale. Il s'agissait de son 35e titre et de sa 50e participation à une finale du WISPA Tour. Une semaine plus tard, Nicol  David remporte son deuxième titre de l'année en devançant une nouvelle fois sa rivale Natalie Grainger, cette fois en quatre jeux à l'Open du Texas.
21 jours après le titre de l'Open du Texas, Nicol David remporte son deuxième titre de l'Open de Séoul en battant Jenny Duncalf en quatre jeux. Un mois plus tard, le 24 juillet, elle défend sa médaille d'or aux Jeux mondiaux en battant sa coriace adversaire, Natalie Grinham, des Pays-Bas, en trois jeux. Une semaine plus tard, le 1er août, elle remporte son cinquième titre consécutif à l'Open de Malaisie avec une victoire 11-6, 11-8, 9-11, 11-7 contre Alison Waters après 60 minutes de lutte. Elle devient la première championne à remporter cinq championnats consécutifs de l'Open de Malaisie depuis l'inauguration de la compétition en 1975.
Nicol David domine le court de squash en devançant sa rivale Natalie Grinham pour remporter son troisième tournoi consécutif des Masters de Singapour et son troisième titre en un mois. Elle déborde Natalie en trois jeux 11-9, 11-8, 11-9 pour son cinquième titre WISPA de l'année. Nicol David a ensuite franchi une autre étape importante dans sa carrière de squash en entrant dans son 41e mois en tant que numéro un mondial du classement mondial féminin de septembre, dépassant son propre mentor, Sarah Fitz-Gerald en tant que troisième joueuse la plus ancienne du classement féminin.  Le 12 septembre, elle perd contre Madeline Perry en quart de finale du British Open dans un match de 76 minutes en cinq jeux ; 15 jours plus tard, elle rebondit pour vaincre sa rivale Natalie Grinham en finale des championnats du monde pour remporter le titre pour la quatrième fois. Elle termine l'année après avoir perdu contre Jenny Duncalf en demi-finale du Qatar Classic et de l'US Open.
Nicol David commence 2010 en tête du classement pour le 42e mois consécutif. Son visage apparaît dans le calendrier WISPA pour janvier. La première compétition de l'année de Nicol est l'Open de Chennai en mars; Elle remporte tous ses matchs en trois jeux, notamment en vengeant une défaite contre Jenny Duncalf fin 2009, puis en étant couronné championne. 13 jours plus tard, à l'Open de Kuala Lumpur, elle s'impose face à l’Égyptienne Omneya Abdel Kawy qui a battu Jenny Duncalf en demi-finale, afin de remporter son deuxième championnat WISPA de l'année. Il s'agit du sixième titre de Nicol à l'Open de Kuala Lumpur après l'avoir remporté en 2000, 2002, 2005, 2007 et 2008. Nicol David poursuit son parcours exceptionnel tout au long de 2010 en remportant le prestigieux titre de championne du monde le 22 septembre. Cette victoire au World Open était la cinquième de Nicol David, égalant le record de Sarah Fitz-Gerald pour les titres du World Open. En octobre, lors de la finale du simple dames des Jeux du Commonwealth à Delhi, elle bat Jenny Duncalf 11-3, 11-5, 11-7 en 40 minutes pour remporter la médaille d'or. Ensuite, elle se rend  au premier Torneo International Bicentenario Mexico à Toluca, où elle bat Rachael Grinham 12-10, 11-4, 11-5 pour décrocher sa 34e victoire consécutive. 
En novembre, elle étend son record d'excellence à un total de 50 titres WISPA World Tour en remportant le Qatar Classic pour la quatrième fois et en battant une fois de plus Rachael Grinham 11–5, 11–8, 11–9 en seulement 34 minutes, complétant un record invaincu avec une collection de 12 championnats WISPA tout au long de 2010. Plus tard, elle remporte la médaille d'or des Jeux asiatiques en simple en battant Annie Au de Hong Kong 11-8, 8-11, 11-6, 11- 7 à Canton, Chine. Lors du même événement, elle aide l'équipe féminine de squash  de Malaisie à remporter une autre médaille d'or dans l'épreuve de squash par équipes en battant également l'équipe de Hong Kong.
En février 2011, son 58e mois au sommet de la WISPA, la séquence de 14 mois d'invincibilité de Nicol David prend  fin lorsqu'elle est battue par l'Anglaise Laura Massaro 9-11, 7-11, 11-9, 8-11 au Cleveland Classic aux États-Unis. Un mois plus tard, début mars, Nicol mène l'équipe malaisienne à la Coupe du monde WSF à Chennai, en Inde, mais elle se repose en demi-finale pour donner à Low Wee Wern une chance de participer, mais l'équipe malaisienne perd 2 -1 en Angleterre. Quoi qu'il en soit, elle  remporte quand même le titre de sportive nationale 2010 pour la huitième fois le 16 mars 2011. Le 20 mars, elle  gagne l'Open de Kuala Lumpur pour la septième fois en battant Madeline Perry 11– 6, 11-6,11–2 en une demi-heure seulement.
En 2012, elle continue sa moisson de titres remportant quatre des cinq titres World Series mais cette saison voit la confirmation de l'émergence d'une génération remarquable de joueuses égyptiennes emmenée par Raneem El Weleily, Nour El Tayeb et Nour El Sherbini
La saison 2013 est relativement décevante pour Nicole David qui voit deux des titres les plus importants, British Open et championnats du monde, lui échapper au bénéfice de Laura Massaro.
En 2014, elle remporte trois des quatre titres World Series (British Open, Open de Hong Kong, US Open) et  remporte son 8e titre de championne du monde en battant Raneem El Weleily en finale après avoir sauvé quatre balles de match dans le 4e jeu. Néanmoins, les joueuses égyptiennes sont désormais en train de prendre le pouvoir.

### 2015-2019 Fin de carrière
En septembre 2015, le circuit féminin adopte la même hauteur de plaque sonore (tin) que pour le circuit masculin (de 19", 48 cm, à 17", 43 cm) afin de favoriser le jeu d'attaque et le même mois, Raneem El Weleily atteint la première place mondiale sur le circuit international, première Égyptienne à atteindre une première place mondiale, tous sports confondus. Nicol David remporte néanmoins son 10e Open de Hong Kong en décembre face à Laura Massaro mais ne remporte aucun titre en 2016.
En mars 2017, elle remporte son dernier titre lors du tournoi Ciudad de Floridablanca bénéficiant de la grave blessure en demi-finale de la favorite Amanda Sobhy sur la balle de match. Sans surprise, elle annonce en février 2019 sa retraite sportive à la fin de la saison 2018-2019 marquant la fin d'une carrière hors normes,. Elle dispute son dernier match lors du British Open s'inclinant face à Nour El Tayeb.

## Palmarès
- World Open :
  - Vainqueur : 2005, 2006, 2008, 2009, 2010, 2011, 2012 et 2014.
- British Open :
  - Vainqueur : 2005, 2006, 2008, 2012 et 2014.
- US Open :
  - Vainqueur : 2012, 2013 et 2014.
- Qatar Classic :
  - Vainqueur : 2006, 2007, 2008, 2010, 2011
- Hong Kong Open :
  - Vainqueur : 2006, 2007, 2008, 2009, 2010, 2011, 2012, 2013, 2014, 2015.
- Championnats d'Asie :
  - Vainqueur : 1998, 2000, 2002, 2004, 2006, 2008, 2010, 2011, 2015
- Championnats du monde junior :
  - Vainqueur : 1999, 2001

### Titres WSA (81)
| Légende                    |
| WISPA Platinum Series (12) |
| WISPA Gold Series (52)     |
| WISPA Silver Series (12)   |
| WISPA Tour Series (5)      |

| No.    | Date              | Tournoi                                  | Opposante en finale | Score de la finale             | Durée(H:MM)[b] |
| ------ | ----------------- | ---------------------------------------- | ------------------- | ------------------------------ | -------------- |
| 1.     | 28 février 2000   | Savcor Finnish Open                      | Salma Shabana       | 9–1, 9–0, 9–5                  |                |
| 2.     | 30 juillet 2000   | Open de Kuala Lumpur (1)                 | Elin Blikra         | 9–2, 9–5, 9–5                  | 0:32           |
| 3.     | 3 février 2002    | Open de Kuala Lumpur (2)                 | Ellen Petersen      | 9–2, 9–7, 8–10, 9–4            |                |
| 4.     | 6 février 2005    | Open de Kuala Lumpur (3)                 | Annelize Naudé      | 9–4, 9–2, 9–0                  | 0:19           |
| 5.     | 12 mars 2005      | Sheikha Al Saad Kuwait Open (1)          | Natalie Grainger    | 4–9, 9–6, 9–7, 10–8            | 0:45           |
| 6.     | 5 juin 2005       | Dutch Open (1)                           | Linda Elriani       | 4–9, 2–9, 9–3, 9–3, 9–3        |                |
| 7.     | 30 juillet 2005   | Open de Malaisie (1)                     | Vanessa Atkinson    | 3–9, 9–3, 1–9, 9–1, 9–4        | 0:52           |
| 8.     | 17 octobre 2005   | British Open (1)                         | Natalie Grinham     | 9–6, 9–7, 9–6                  | 0:55           |
| 9.     | 30 octobre 2005   | Carol Weymuller Open (1)                 | Natalie Grinham     | 5–9, 9–6, 9–4, 9–3             | 1:00           |
| 10.    | 4 décembre 2005   | World Open (1)                           | Rachael Grinham     | 8–10, 9–2, 9–6, 9–7            | 0:53           |
| 11.    | 9 juillet 2006    | Qatar Airways Challenge Open             | Rachael Grinham     | 4–9, 9–5, 9–0, 9–0             | 0:54           |
| 12.    | 30 juillet 2006   | Open de Malaisie (2)                     | Tania Bailey        | 9–4, 9–6, 2–9, 5–9, 9–3        | 1:25           |
| 13.    | 5 août 2006       | Penang Open                              | Rachael Grinham     | 9–6, 9–6, 5–9, 9–3             | 0:55           |
| 14.    | 18 septembre 2006 | British Open (2)                         | Rachael Grinham     | 9–4, 9–1, 9–4                  | 0:41           |
| 15.    | 22 octobre 2006   | Hong Kong Open (1)                       | Tania Bailey        | 9–2, 10–8, 9–5                 | 0:41           |
| 16.    | 26 novembre 2006  | World Open (2)                           | Natalie Grinham     | 1–9, 9–7, 3–9, 9–5, 9–2        | 1:38           |
| 17.    | 17 mars 2007      | Open de Kuala Lumpur (4)                 | Natalie Grinham     | 6–9, 9–3, 9–6, 7–9, 9–6        | 1:42           |
| 18.    | 11 avril 2007     | Sheikha Al Saad Kuwait Open (2)          | Natalie Grinham     | 9–6, 10–8, 2–9, 9–1            | 1:33           |
| 19.    | 17 avril 2007     | Qatar Classic (1)                        | Natalie Grinham     | 9–7, 2–9, 9–7, 9–2             | 1:09           |
| 20.    | 28 juillet 2007   | Open de Malaisie (3)                     | Tania Bailey        | 9–4, 9–3, 9–2                  | 0:36           |
| 21.    | 4 août 2007       | Singapore Masters(1)                     | Natalie Grinham     | 9–6, 9–5, 9–5                  | 0:54           |
| 22.    | 2 septembre 2007  | Dutch Open (2)                           | Rachael Grinham     | 9–4, 9–1, 9–6                  | 0:34           |
| 23.    | 3 novembre 2007   | Qatar Classic (2)                        | Natalie Grainger    | 9–6, 9–4, 10–9                 | 0:43           |
| 24.    | 11 novembre 2007  | Hong Kong Open (2)                       | Natalie Grinham     | 9–3, 9–5, 10–8                 | 0:58           |
| 25.[a] | 4 février 2008    | Apawamis Open                            | Natalie Grinham     | 9–1, 9–6, 6–6 (ret)            | 0:45           |
| 26.    | 8 mars 2008       | Open de Kuala Lumpur (5)                 | Natalie Grinham     | 9–4, 9–2, 9–2                  | 0:35           |
| 27.    | 12 mai 2008       | British Open (3)                         | Jenny Duncalf       | 9–1, 10–8, 9–0                 | 0:40           |
| 28.    | 7 juin 2008       | Seoul City Open 2008 (1)                 | Rachael Grinham     | 9–5, 10–9, 9–6                 | 0:41           |
| 29.[c] | 26 juillet 2008   | Open de Malaisie (4)                     | Natalie Grinham     | 11–1, 11–4, 11–6               | 0:31           |
| 30.    | 2 août 2008       | Singapore Masters (2)                    | Rachael Grinham     | 8–11, 11–3, 11–5, 11–8         | 0:39           |
| 31.    | 7 septembre 2008  | Dutch Open (3)                           | Natalie Grinham     | 11–9, 11–9, 11–4               | 0:55           |
| 32.    | 19 octobre 2008   | World Open (3)                           | Vicky Botwright     | 5–11, 11–1, 11–6, 11–9         | 0:44           |
| 33.    | 31 octobre 2008   | Qatar Classic (3)                        | Natalie Grinham     | 11–7, 11–3, 11–9               | 0:29           |
| 34.    | 23 novembre 2008  | Hong Kong Open (3)                       | Rachael Grinham     | 14–12, 11–13, 11–8, 11–8       | 0:53           |
| 35.    | 10 mai 2009       | Cayman Islands Open (1)                  | Natalie Grainger    | 11–8, 11–6, 11–5               | 0:33           |
| 36.    | 17 mai 2009       | Open du Texas                            | Natalie Grainger    | 7–11, 12–10, 11–5, 11–6        | 0:39           |
| 37.    | 7 juin 2009       | Seoul City Open 2009 (2)                 | Jenny Duncalf       | 11–6, 3–11, 11–6, 11–4         | 0:38           |
| 38.    | 1er août 2009     | Open de Malaisie (5)                     | Alison Waters       | 11–6, 11–8, 9–11, 11–7         | 1:00           |
| 39.    | 8 août 2009       | Singapore Masters (3)                    | Natalie Grinham     | 11–9, 11–8, 11–9               | 0:40           |
| 40.    | 27 septembre 2009 | World Open (4)                           | Natalie Grinham     | 3–11, 11–6, 11–3, 11–8         | 0:51           |
| 41.    | 18 octobre 2009   | Hong Kong Open (4)                       | Omneya Abdel Kawy   | 11–4, 11–7, 11–7               | 0:25           |
| 42.    | 7 mars 2010       | Chennai Open                             | Jenny Duncalf       | 11–6, 11–4, 11–6               | 0:25           |
| 43.    | 20 mars 2010      | Open de Kuala Lumpur (6)                 | Omneya Abdel Kawy   | 11–4, 11–2, 13–11              | 0:31           |
| 44.    | 17 avril 2010     | Cayman Islands Open (2)                  | Jenny Duncalf       | 11–8, 11–8, 11–4               | 0:32           |
| 45.    | 24 juillet 2010   | Open de Malaisie (6)                     | Jenny Duncalf       | 11–6, 6–11, 11–7, 10–12, 11–5  | 1:12           |
| 46.    | 31 juillet 2010   | Singapore Masters (4)                    | Alison Waters       | 18–16, 11–9, 12–10             | 1:03           |
| 47.    | 27 août 2010      | Hong Kong Open (5)                       | Jenny Duncalf       | 11–6, 12–10, 12–10             | 0:40           |
| 48.    | 22 septembre 2010 | World Open (5)                           | Omneya Abdel Kawy   | 11–5, 11–8, 11–6               | 0:30           |
| 49.    | 24 octobre 2010   | Torneo International Bicentenario Mexico | Rachael Grinham     | 12–10, 11–4, 11–5              | 0:35           |
| 50.    | 12 novembre 2010  | Qatar Classic (4)                        | Rachael Grinham     | 11–5, 11–8, 11–9               | 0:34           |
| 51.    | 20 mars 2011      | Open de Kuala Lumpur (7)                 | Madeline Perry      | 11–6, 11–6, 11–2               | 0:34           |
| 52.    | 9 avril 2011      | Cayman Islands Open (3)                  | Jenny Duncalf       | 11–7, 11–6, 12–14, 11–4        | 0:59           |
| 53.    | 23 juillet 2011   | Open de Malaisie (7)                     | Jenny Duncalf       | 11–6, 12–10, 11–5              | 0:42           |
| 54.    | 14 août 2011      | Australian Open (1)                      | Jenny Duncalf       | 11–8, 11–4, 11–6               | 0:36           |
| 55.    | 21 octobre 2011   | Qatar Classic (5)                        | Madeline Perry      | 11–2, 11–7, 11–3               | 0:33           |
| 56.    | 6 novembre 2011   | World Open (6)                           | Jenny Duncalf       | 11–2, 11–5, 11–0               | 0:28           |
| 57.    | 20 novembre 2011  | Hong Kong Open (6)                       | Raneem El Weleily   | 11–5, 11–4, 11–9               | 0:30           |
| 58.    | 8 janvier 2012    | World Series Finals (1)                  | Laura Massaro       | 11–3, 11–2, 11–9               | 0:40           |
| 59.    | 1er février 2012  | Cleveland Classic (1)                    | Laura Massaro       | 7–11, 12–10, 11–7, 11–8        | 0:57           |
| 60.    | 31 mars 2012      | Open de Kuala Lumpur (8)                 | Annie Au            | 11–4, 12–10, 11–9              | 0:36           |
| 61.    | 20 mai 2012       | British Open (4)                         | Nour El Sherbini    | 11–6, 11–6, 11–6               | 0:33           |
| 62.    | 19 août 2012      | Australian Open (2)                      | Laura Massaro       | 17–15, 11–2, 11–6              | 0:44           |
| 63.    | 12 octobre 2012   | US Open (1)                              | Raneem El Weleily   | 14–12, 8–11, 11–7, 11–7        | 0:45           |
| 64.    | 2 décembre 2012   | Hong Kong Open (7)                       | Camille Serme       | 11–9, 11–6, 8-11, 11–7         | 0:58           |
| 65.    | 22 décembre 2012  | World Open (7)                           | Laura Massaro       | 11–6, 11–8, 11–6               | 0:44           |
| 66.    | 6 janvier 2013    | World Series Finals (2)                  | Laura Massaro       | 11–3, 11–2, 11–9               | 0:37           |
| 67.    | 15 septembre 2013 | Open de Malaisie (8)                     | Raneem El Weleily   | 11–8, 11–7, 11–6               | 0:34           |
| 68.    | 6 octobre 2013    | Carol Weymuller Open 2013 (2)            | Camille Serme       | 12–10, 11–2, 11–5              |                |
| 69.    | 18 octobre 2013   | US Open (2)                              | Laura Massaro       | 13–11, 11–13, 7–11, 11–8, 11–5 | 1:24           |
| 70.    | 27 octobre 2013   | China Squash Open                        | Raneem El Weleily   | 8–11, 6–11, 11–7, 11–7, 11–8   | 0:45           |
| 71.    | 8 décembre 2013   | Hong Kong Open (8)                       | Raneem El Weleily   | 11–7, 11–7, 12–10              | 0:35           |
| 72.    | 24 janvier 2014   | Tournament of Champions                  | Laura Massaro       | 11–4, 13–11, 11–8              | 0:45           |
| 73.    | 4 février 2014    | Cleveland Classic (2)                    | Annie Au            | 13–11, 11–5, 11–6              | 0:35           |
| 74.    | 18 mai 2014       | British Open (5)                         | Laura Massaro       | 8–11, 11–5, 11–7, 11–8         | 1:04           |
| 75.    | 31 août 2014      | Hong Kong Open (9)                       | Nour El Tayeb       | 11–4, 12–10, 11–8              | 0:39           |
| 76.    | 18 octobre 2014   | US Open (3)                              | Nour El Sherbini    | 11–5, 12–10, 12–10             | 0:41           |
| 77.    | 26 octobre 2014   | Open de Macao                            | Raneem El Weleily   | 11–8, 11–2, 11–8               |                |
| 78.    | 20 décembre 2014  | World Open (8)                           | Raneem El Weleily   | 5–11, 11–8, 7–11, 14–12, 11–5  | 1:06           |
| 79.    | 6 février 2015    | Cleveland Classic (3)                    | Raneem El Weleily   | 11–5, 11–9, 11–4               |                |
| 80.    | 6 décembre 2015   | Hong Kong Open (10)                      | Laura Massaro       | 15–13, 11–5, 11–3              | 0:39           |
| 81.    | 11 mars 2017      | Ciudad de Floridablanca                  | Olivia Blatchford   | 11-3, 11-4, 11-8               | 0:30           |

### Finales WSA (21)
| No. | Date              | Tournoi                        | Opposante en finale | Score de la finale            | Durée(H:MM)[b] |
| 1.  | 19 avril 1998     | Milo Open (1)                  | Janie Thacker       | 5–9, 4–9 (ret)                | Inconnu        |
| 2.  | 4 juillet 1999    | Open de Kuala Lumpur (1)       | Carol Owens         | 0–9, 2–9, 5–9                 | Inconnu        |
| 3.  | 16 avril 2000     | Milo Open (2)                  | Rachael Grinham     | 2–9, 4–9, 6–9                 | Inconnu        |
| 4.  | 24 juin 2000      | YTL Open                       | Carol Owens         | 1–9, 5–9, 2–9                 | 0:35           |
| 5.  | 16 mars 2001      | DMC Open                       | Rachael Grinham     | 4–9, 2–9, 4–9                 | Inconnu        |
| 6.  | 23 août 2003      | Malaysia Women's Open (1)      | Cassie Jackman      | 5–9, 9–1, 4–9, 7–9            | 0:47           |
| 7.  | 22 novembre 2003  | Monte-Carlo Squash Classic     | Linda Elriani       | 10–8, 1–9, 6–9, 1–9           | 0:42           |
| 8.  | 15 février 2004   | Open de Kuala Lumpur (2)       | Vanessa Atkinson    | 0–9, 7–9, 9–1, 2–9            | 0:28           |
| 9.  | 24 juillet 2004   | Malaysia Women's Open (2)      | Vanessa Atkinson    | 2–9, 4–9, 0–9                 | 0:25           |
| 10. | 21 novembre 2004  | Shanghai WISPA Worldstars Open | Cassie Jackman      | 2–9, 3–9, 0–9                 | 0:27           |
| 11. | 6 février 2006    | Apawamis Open                  | Vanessa Atkinson    | 6–9, 2–9, 10–9, 7–9           | 1:05           |
| 12. | 18 février 2006   | Open de Kuala Lumpur (3)       | Vanessa Atkinson    | 7–9, 9–4, 1–9, 3–9            | 0:42           |
| 13. | 28 avril 2007     | Seoul City Open                | Natalie Grinham     | 4–9, 4–9, 0–9                 | 0:43           |
| 14. | 24 septembre 2007 | British Open (1)               | Rachael Grinham     | 9–7, 9–4, 3–9, 8–10, 1–9      | 1:27           |
| 15. | 7 mars 2009       | Open de Kuala Lumpur (4)       | Natalie Grainger    | 8–11, 12–10, 7–11, 11–5, 6–11 | 0:51           |
| 16. | 2 février 2011    | Cleveland Classic (1)          | Laura Massaro       | 9–11, 7–11, 11–9, 8–11        | 1:01           |
| 17. | 15 septembre 2012 | Malaysian Open (3)             | Raneem El Weleily   | 10–12, 13–11, 6–11, 2–11      | 0:36           |
| 18. | 5 février 2013    | Cleveland Classic (2)          | Raneem El Weleily   | 11–3, 5–11, 11–9, 5–11, 9–11  | 1:00           |
| 19. | 26 mai 2013       | British Open (2)               | Laura Massaro       | 4–11, 11–3, 10–12, 7–11       | 0:44           |
| 20. | 4 mars 2015       | Windy City Open                | Raneem El Weleily   | 16–14, 10–12, 7–11, 7–11      | 0:57           |
| 21. | 30 septembre 2017 | Netsuite Open                  | Sarah-Jane Perry    | 8-11, 8-11, 11-7, 14-12, 11-7 | 1:14           |